# Рапћани
Рапћани су насељено мјесто у општини Дервента, Република Српска, БиХ. Према попису становништва из 1991. у насељу је живјело 240 становника.

## Становништво
Према попису становништва из 1991. године, мјесто је имало 240 становника.
| Демографија | Демографија | Демографија |
| Година      | Становника  | Становника  |
| ----------- | ----------- | ----------- |
| 1961.       | 266         |             |
| 1971.       | 267         |             |
| 1981.       | 250         |             |
| 1991.       | 231         |             |